# Armoriale dei comuni dell'Alta Garonna
Questa pagina contiene le armi (stemma e blasonatura) dei comuni dell'Alta Garonna.
| Stemma                                             | Nome del comune e blasonatura |
| -------------------------------------------------- | --- |
|                                                    | Alan D'argent aux trois cyprès de sinople, chacun surmonté d'une étoile d'azur (d'argento, a tre cipressi di verde, ognuno sormontato da una stella d'azzurro) |
|                                                    | Argut-Dessous Tiercé en pal de sinople, d'argent et de gueules (interzato in palo di verde, d'argento e di rosso) |
|                                                    | Aspet Écartelé : au premier et au quatrième d'azur à la meule de moulin d'argent, au deuxième parti au premier de gueules aux deux otelles d'argent posées l'une sur l'autre, l'une en barre, l'autre en bande et au second d'or aux deux vaches de gueules, accornées, colletées et clarinées d'azur, passant l'une sur l'autre, au troisième parti au premier d'or aux deux vaches contournées de gueules, accornées, colletées et clarinées d'azur, passant l'une sur l'autre, et au second de gueules aux deux otelles d'argent posées l'une sur l'autre, l'une en bande, l'autre en barre (inquartato: nel 1° e 4° d'azzurro, alla macina da mulino d'argento; nel 2° partito: nel I di rosso a due mandorle pelate d'argento poste l'una sull'altra, la prima posta in sbarra e la seconda in banda, nel II d'oro, a due vacche di rosso, cornate, collarinate e sonagliate d'azzurro, passanti l'una sull'altra; nel 3° rivoltato del 2°) |
|                                                    | Aureville D'or chapé de gueules (d'oro, mantellato di rosso) |
|                                                    | Auriac-sur-Vendinelle D'argent aux douze mouchetures d'hermine cousues de sable ordonnées 5, 4 et 3 (d'argento, a dodici moscature d'armellino poste 5, 4 e 3) |
|                                                    | Aurignac De sinople aux trois tours d'or rangées en pal (di verde, a tre torri d'oro ordinate in palo) |
|                                                    | Ausson D'argent au lion de gueules, à la bordure de sinople chargée de six écussons d'or (d'argento, al leone di rosso, alla bordura di verde caricata di sei scudetti d'oro) |
|                                                    | Aussonne De gueules à l'agneau pascal d'or, brochant sur une hampe du même posée en pal et sommée d'une croix cléchée, vidée et pommetée de douze pièces aussi d'or (di rosso, all'agnello pasquale, attraversante su un'asta posta in palo e cimata da una croce a chiave, vuota e pomettata di dodici pezzi il tutto d'oro) |
|                                                    | Auterive De gueules fretté d'argent, au chef cousu d'azur chargé d'une aigle bicéphale au vol abaissé d'or (di rosso, cancellato d'argento di sei pezzi; al capo cucito d'azzurro, caricato da un'aquila bicefala dal volo abbassato d'oro) Formula: 06:CNC:RUB/ARG/6+(PO:CHE:AZU+AQUB:AUR/VLDPR) |
|                                                    | Auzeville-Tolosane D'azur au soleil d'or accompagné en pointe de trois losange du même (d'azzurro, al sole d'oro, accompagnato in punta da tre losanghe dello stesso) |
|                                                    | Auzielle D'argent aux trois barres d'azur (d'argento, a tre sbarre d'azzurro) |
|                                                    | Avignonet-Lauragais Palé et contre-palé de sinople et d'or de six pièces (palato e contropalato di verde e d'oro) |
|                                                    | Ayguesvives De gueules à l'agneau contourné d'argent surmonté d'une montagne d'or d'où sortent cinq jets d'eau du même, accompagné de trois molettes d'or (di rosso, all'agnello rivoltato d'argento sostenente una montagna d'oro, da cui escono cinque getti d'acqua dello stesso, accompagnato da tre rotelle da sperone pure d'oro) |
|                                                    | Azas D'azur flanqué d'argent (d'azzurro fiancato in arco d'argento) |
|                                                    | Bagnères-de-Luchon D'or à la montagne de sable mouvant du flanc dextre d'où jaillt un jet d'eau d'argent dans une baignoire d'azur, le tout posé sur une terasse aussi de sable; au chef parti au premier de gueules chargé de quatre otelles d'argent posées en sautoir et au second d'azur à l'autel votif d'argent chargé sur le dé des inscriptions ILIXIONI DEO V.S.L.M. en lettres capitales romaines de sable ('d'oro, alla montagna di nero movente dal fianco destro, da cui scaturisce un getto d'acqua d'argento in una vasca d'azzurro, il tutto posato su una terrazza pure di nero; al capo partito: nel 1º di rosso, caricato dalle mandorle pelate d'argento; nel 2º d'azzurro, all'altare votivo d'argento caricato sul corpo dalle iscrizioni ILIXIONI DEO V.S.L.M. in lettere romane maiuscole di nero') |
|                                                    | Barbazan De sinople à trois jets d'eau d'argent issant d'une fontaine à vasque antique d'or posée sur une onde d'argent mouvant de la pointe; au chef parti: au premier de gueules à quatre otelles d'argent adossées en sautoir; au second d'azur à la croix d'or (di verde, a tre getti d'acqua d'argento uscenti da una fontana antica a vasca d'oro, posata su un'onda d'argento movente dalla punta; al capo partito: nel 1º di roso alle mandorle pelate d'argento; nel 2º d'azzurro, alla croce d'oro) |
|                                                    | Baziège D'argent à la losange de sable (d'argento, alla losanga di nero) |
|                                                    | Bazus D'argent aux trois barres de sable (d'argento, a tre sbarre di nero) |
|                                                    | Beaumont-sur-Lèze De gueules à la fasce d'or (di rosso, alla fascia d'oro) |
|                                                    | Beaupuy D'argent à la lettre B capitale d'azur (d'argento, alla lettera maiuscola B d'azzurro) |
|                                                    | Beauteville Taillé cannelé de gueules et d'argent (tagliato scanalato di rosso e d'argento) |
|                                                    | Beauzelle D'argent aux trois barres de gueules (d'argento, a tre sbarre di rosso) |
|                                                    | Belberaud D'argent au taureau de gueules (d'argento, al toro di rosso) |
|                                                    | Belbèze-de-Lauragais Parti : au premier d'azur aux trois épines d'argent, au second écartelé au I et au IV d'azur aux deux poissons d'argent, au II de gueules aux trois pommes de pin d'or et au chef d'azur chargé d'une croix de Malte d'argent et au III de sable au rocher d'or ; sur le tout d'or à la fasce de gueules accompagnée de trois trèfles de sinople ; sur le tout du tout de gueules à la tour d'argent. (partito: nel 1º d'azzurro, a tre spine d'argento; nel 2º inquartato: in I e IV d'azzurro, a due pesci d'argento; in II di rosso, a tre a tre pigne d'oro, col capo d'azzurro caricato da una croce di Malta d'argento; in III di nero, alla roccia d'oro; sul tutto dell'inquartato d'oro, alla fascia di rosso, accompagnata da tre trifogli di verde; sul tutto del tutto di rosso, alla torre d'argento) |
|                                                    | Bélesta-en-Lauragais D'argent à la bande de gueules, au chef du même (d'argento, al capo-banda di rosso) |
|                                                    | Bessières Palé d'argent et de gueules de six pièces (palato d'argento e di rosso) |
|                                                    | Blagnac Parti, au premier de gueules à l'écusson du même à la croix cléchée, vidée et pommetée de douze pièces d'or, au second d'azur à l'écusson parti au premier du champ semé de fleurs de lys d'or et au second de gueules semé de châteaux donjonnés d'or ouverts de gueules, le tout aux deux clefs adossées et entrelacées d'or (partito: nel 1º di rosso, allo scudetto dello stesso, alla croce a chiave, vuota e pomettata di dodici pezzi d'oro; nel 2º d'azzurro, allo scudetto partito, in I del campo seminato di gigli d'oro, in II di rosso seminato di castelli torricellati d'oro, aperti di rosso; il tutto a due chiavi addossate e intrecciate d'oro) |
|                                                    | Bonrepos-Riquet D'or aux deux tourteaux de sable, l'un sur l'autre (d'oro, a due torte di nero, l'una sull'altra) |
|                                                    | Bonrepos-sur-Aussonnelle D'argent au sautoir d'azur (d'argento, alla croce di Sant'Andrea d'azzurro) |
|                                                    | Le Born De sable à la bordure d'or (di nero, alla bordura d'oro) |
|                                                    | Bouloc Taillé : au premier de gueules au besant d'argent chargé d'une croix cléchée pommetée de douze pièces de sable, au second d'or au four à brique de sable surmonté d'une grappe de raisins feuillée du même (tagliato: nel 1º di rosso, al bisante d'argento caricato da una croce a chiave pomettata di dodici pezzi di nero; nel 2º d'oro, alla fornace per mattoni di nero, sormontata da un grappolo d'uva fogliato dello stesso) |
|                                                    | Boulogne-sur-Gesse D'argent aux six tourteaux de gueules ordonnés 2, 2 et 2 (d'argento, a sei torte di rosso ordinate 2, 2 e 2) |
|                                                    | Bourg-Saint-Bernard D'argent aux deux barres de gueules (d'argento, a due sbarre di rosso) |
|                                                    | Boussens Ecartelé : au premier et au quatrième de gueules aux quatre otelles d'argent adossées et posées en sautoir, au second et au troisième de sinople à la porte muraillée d'argent maçonnée et ouverte de sable ; sur le tout coupé au premier d'azur à l'ombre de soleil naissant de gueules, au second d'argent aux trois fasces ondées d'azur (inquartato: nel 1º e 4º di rosso, alle mandorle pelate d'argento; nel 2º e 3º di verde, alla porta muragliata d'argento, murata e aperta di nero; sul tutto troncato d'azzurro, all'ombra di sole nascente di rosso, e d'argento, a tre fasce ondate d'azzurro) |
|                                                    | Brignemont D'azur semé d'étoiles d'argent à Saint Michel d'or brochant sur le tout (d'azzurro seminato di stelle d'argento, al San Michele d'oro attraversante sul tutto) |
|                                                    | Bruguières Ecartelé : au premier et au quatrième d'azur à la croix cléchée, vidée, pommetée de douze pièces d'or, au second et au troisième de gueules aux trois bandes d'or (inquartato: nel 1º e 4º d'azzurro, alla croce a chiave, vuota e pomettata di dodici pezzi d'oro; nel 2º e 3º di rosso, a tre bande d'oro) |
|                                                    | Bruguières (stemma antico) De gueules aux trois bandes d'or (di rosso, a tre bande d'oro) |
|                                                    | Buzet-sur-Tarn De gueules au cygne d'or posé sur une terrasse de sinople tenant de sa patte dextre et becquetant un rameau du même, au chef cousu d'azur chargé de trois fleurs de lys d'or (di rosso, al cigno d'oro posto su una terrazza di verde, tenente nella zampa destra e becchettante un ramo dello stesso, al capo cucito d'azzurro, caricato di tre gigli d'oro) |
|                                                    | Le Cabanial D'azur à la croix ancrée d'argent, cantonnée de quatre losanges du même (d'azzurro, alla croce ancorata d'argento, accantonata da quattro losanghe dello stesso) |
|                                                    | Cadours Écartelé : au premier de gueules à la rivière d'argent ondée de sinople, au deuxième d'azur au château d'argent, au troisième d'azur aux trois fleurs de lys d'or, au quatrième de gueules à la lettre C capitale d'or (inquartato: nel 1º di rosso, al fiume d'argento ondato di verde; nel 2º d'azzurro, al castello d'argento; nel 3º d'azzurro, a tre gigli d'oro; nel 4º di rosso, alla lettera maiuscola C d'oro) |
|                                                    | Caignac D'or aux deux bandes de sinople, au chef du même (d'oro, a due bande di verde; al capo dello stesso) |
|                                                    | Calmont De sinople à la billette vidée d'argent (di verde, al biglietto vuoto d'argento) |
|                                                    | Capens D'argent aux deux tours de gueules, au chef ondé d'azur chargé d'une cloche du champ bataillée de sable (d'argento, a due torri di rosso; al capo ondato d'azzurro, caricato da una campana battagliata di nero) |
|                                                    | Castanet-Tolosan De gueules au pal d'argent, au chef du même (di rosso, al capo-palo d'argento) |
|                                                    | Castelginest D'or aux trois barres de sable (d'oro, a tre sbarre di nero) |
|                                                    | Castelmaurou D'or au pal ondé de sable (d'oro, al palo ondato di nero) |
|                                                    | Castelnau-d'Estrétefonds De sinople aux deux fasces d'or (di verde, a due fasce d'oro) |
|                                                    | Le Castéra D'azur au lion d'or, au chef cousu de gueules chargé de trois besants du second (d'azzurro, al leone d'oro; al capo cucito di rosso, caricato di tre bisanti del secondo) |
|                                                    | Cazères Parti : au premier d'azur aux trois fleurs de lys d'or, au second de gueules aux deux levriers d'argent passant l'un sur l'autre (partito: nel 1º d'azzurro, a tre gigli d'oro; nel 2º di rosso, a due levrieri d'argento passanti l'uno sull'altro) |
|                                                    | Cépet Tiercé en pairle renversé : au premier d'azur à une tour d'argent ouverte et maçonnée de sable, surmontée d'une étoile d'or, au second d'or à un gril de gueules, au troisième de gueules à une croix cléchée, vidée et pommetée de douze pièces d'or (interzato in pergola rovesciata: nel 1º d'azzurro, alla torre d'argento aperta e murata di nero, sormontata da una stella d'oro; nel 2º d'oro, alla griglia di rosso; nel 3º di rosso, alla croce a chiave, vuota e pomettata di dodici pezzi d'oro) |
|                                                    | Chaum D'argent à la bande de gueules, accompagnée, en chef, d'un écusson du même aux quatre otelles du champ adossées et posées en sautoir, et, en pointe, d'une coquille de sable (d'argento, alla banda di rosso, accompagnata in capo da uno scudetto dello stesso, alle mandorle pelate del campo, e in punta da una conchiglia di nero) |
|                                                    | Ciadoux Écartelé : au premier de gueules plain, au deuxième d'azur au lion d'or, au troisième d'or plain, au quatrième de gueules à la croix d'or (inquartato: nel 1º di rosso pieno; nel 2º d'azzurro, al leone d'oro; nel 3º d'oro pieno; nel 4º di rosso, alla croce d'oro) |
|                                                    | Cierp-Gaud (Gaud) Taillé de gueules et de sinople (tagliato di rosso e di verde) |
|                                                    | Cierp-Gaud (Cierp) Tiercé en bande de sable, d'or et d'azur (interzato in banda di nero, d'oro e d'azzurro) |
|                                                    | Cintegabelle D'azur à la gerbe de blé d'or, au chef cousu de gueules chargé de trois étoiles aussi d'or (d'azzurro, al covone di grano d'oro; al capo cucito di rosso, caricato di tre stelle pure d'oro) |
|                                                    | Clermont-le-Fort De sinople à la fasce d'or, accompagnée de deux losanges du même, une en chef et une en pointe (di verde, alla fascia d'oro, accompagnata da due losanghe dello stesso, una in capo e una in punta) |
|                                                    | Colomiers Écartelé : au premier d'azur à une tour d'argent, au deuxième d'azur au lion d'argent, au troisième de gueules au taureau furieux d'or, au quatrième de gueules à la croix cléchée, vidée et pommetée de douze pièces d'or (inquartato: nel 1º d'azzurro, alla torre d'argento; nel 2º d'azzurro, al leone d'argento; nel 3º di rosso, al toro furioso d'oro; nel 4º di rosso, alla croce a chiave, vuota e pomettata di dodici pezzi d'oro) |
|                                                    | Cornebarrieu D'azur aux trois fusées accolées en fasce d'argent, accompagnées en chef d'un lambel de quatre pendants du même (d'azzurro, a tre fusi accollati in fascia d'argento, accompagnati in capo da un lambello a quattro pendenti dello stesso) |
|                                                    | Corronsac De sinople à l'étoile de six rais d'or (di verde, alla stella di sei raggi d'oro) |
|                                                    | Cugnaux Coupé : au premier d'argent aux dix vergettes de sable brochantées d'un rameau d'olivier de sinople, au second d'azur à trois coins d'or (troncato: nel 1º d'argento, a dieci verghette di nero attraversate da un ramo d'olivo di verde; nel 2º d'azzurro, a tre cunei d'oro) |
|                                                    | Daux D'azur aux trois tours d'argent, surmontées de trois fleurs de lys d'or rangées en chef (d'azzurro, a tre torri d'argento, sormontate da tre gigli d'oro ordinati in fascia nel capo) |
|                                                    | Donneville D'azur à la croix cléchée de gueules bordée et pommetée de douze pièces d'or, accompagnée de deux épis de blé du même à la tige recourbée vers la pointe (d'azzurro, alla croce a chiave d'oro, pomettata di dodici pezzi pure dello stesso, ripiena di rosso, accompagnata da due spighe di grano pure d'oro, con i gambi curvati verso la punta) |
|                                                    | Drémil-Lafage De sable aux trois cosses de millet d'or, celle du milieu ayant la pointe en bas (di nero, a tre baccelli di miglio d'oro, quello centrale rovesciato) |
|                                                    | Escalquens Écartelé : au premier et au quatrième de gueules aux deux fasces d'argent, au deuxième et au troisième d'or au lion naissant d'azur (inquartato: nel 1º e 4º di rosso, a due fasce d'argento; nel 2º e 3º d'oro, al leone nascente d'azzurro) |
|                                                    | Escanecrabe D'azur à la chèvre grimpant sur des rochers, le tout d'argent, au chef cousu de gueules chargé de quatre épis de blé d'or (d'azzurro, alla capra saliente sulle rocce, il tutto d'argento, al capo cucito di rosso, caricato da quattro spighe di grano d'oro) |
|                                                    | Le Faget D'azur à Saint Etienne d'argent, tenant une rose de gueules (d'azzurro, al Santo Stefano d'argento, tenente una rosa di rosso) |
|                                                    | Falga D'argent à la bande d'azur, au chef du même (d'argento, al capo-banda d'azzurro) |
|                                                    | Fonsorbes D'or à un arbre de sinople (d'oro, all'albero sradicato di verde) |
|                                                    | Fourquevaux De gueules à la bande d'argent (di rosso, alla banda d'argento) |
|                                                    | Le Fousseret De gueules à la croix cléchée, vidée et pommetée de douze pièces d'or, au chef cousu d'azur chargé de trois fleurs de lys aussi d'or (di rosso, alla croce a chiave, vuota e pomettata di dodici pezzi d'oro; al capo cucito d'azzurro, caricato di tre gigli d'oro) |
|                                                    | Francon De sinople aux quatre croisettes d'argent (di verde, a quattro crocette d'argento, 2 e 2) |
|                                                    | Fronton De sinople au jars d'argent, becqué et membré d'or, au chef cousu de gueules chargé d'une croix aussi d'argent (di verde, all'oca d'argento, imbeccata e membrata d'oro, al capo cucito di rosso, caricato da una croce pure d'argento) |
|                                                    | Gagnac-sur-Garonne D'argent au coq de gueules, crêté, barbé et membré d'azur (d'argento, al gallo di rosso, crestato, bargigliato e membrato d'azzurro) |
|                                                    | Gaillac-Toulza D'azur au coq d'argent, crêté, barbé, becqué et membré d'or, surmonté de trois fleurs de lys du même rangées en chef (d'azzurro, al gallo d'argento, crestato, bargigliato, imbeccato e membrato d'oro, sormontato da tre gigli d'oro ordinati in fascia nel capo) |
|                                                    | Gardouch D'or à la barre de gueules (d'oro, alla sbarra di rosso) |
|                                                    | Gargas D'or à la lettre G capitale de gueules (d'oro, alla lettera G maiuscola di rosso) |
|                                                    | Garidech D'argent à la lettre G capitale d'azur (d'argento, alla lettera G maiuscola d'azzurro) |
|                                                    | Gauré De sinople à la fasce d'or (di verde, alla fascia d'oro) |
|                                                    | Gémil De gueules à la croix cléchée, vidée et pommetée de douze pièces d'or (di rosso, alla croce a chiave, vuota e pomettata di dodici pezzi d'oro) |
|                                                    | Goyrans D'or au lion de sable (d'oro, al leone di nero) |
|                                                    | Gragnague Écartelé : au premier et au quatrième de gueules au lion d'or chargé d'une fasce d'azur, accompagné de trois étoiles aussi d'or, au deuxième et au troisième coupé au I d'azur au lion d'argent, lampassé de gueules et au II bandé d'or et de gueules de six pièces (inquartato: nel 1º e 4º di rosso, al leone d'oro caricato da una fascia scorciata d'azzurro, accompagnata da tre stelle pure d'oro; nel 2º e 3º troncato: in I d'azzurro, al leone d'argento, lampassato di rosso e in II bandato d'oro e di rosso) |
|                                                    | Gratentour De sable à la bande d'or (di nero, alla banda d'oro) |
|                                                    | Grenade-sur-Garonne D'azur, semé de grains de froment et de fleurs de lys d'or (d'azzurro seminato di chicchi di frumento e gigli d'oro) |
|                                                    | Huos Tiercé en pal d'or, de sinople et d'argent (interzato in palo d'oro, di verde e d'argento) |
|                                                    | L'Isle-en-Dodon De gueules au château d'or, une grosse tour-portail couverte au centre, ouverte de sable, une tour couverte à senestre et une échauguette couverte à dextre, le tout ajouré de sable, posé sur une terrasse ondée d'argent chargée de deux trangles ondées de sinople, au chef cousu d'azur chargé de quatre otelles d'argent adossées et posées en sautoir (di rosso, al castello d'oro, con una grande porta a torre coperta al centro, aperta di nero, una torre coperta a sinistra e una torre di vedetta coperta a destra, il tutto finestrato di nero, posto su una terrazza ondata d'argento caricata di due trangle ondate di verde; al capo cucito d'azzurro, caricato di quattro mandorle pelate d'argento) |
|                                                    | Issus D'or à la barre de sinople (d'oro, alla sbarra di verde) |
|                                                    | Juzes De gueules aux deux fasces d'or (di rosso, a due fasce d'oro) |
|                                                    | Labastide-Beauvoir D'argent au pal d'azur (d'argento, al palo d'azzurro) |
|                                                    | Labastide-Saint-Sernin De gueules à la croix cléchée, vidée et pommetée de douze pièces d'or surmontée d'une fasce ondée d'argent (di rosso, alla croce a chiave, vuota e pomettata di dodici pezzi d'oro, sormontata da una fascia ondata d'argento) |
|                                                    | Labastide-Saint-Sernin (stemma del 1696) De gueules à la fasce ondée d'argent (di rosso, alla fascia ondata d'argento) |
|                                                    | Labège D'or aux deux pals de sable (d'oro, a due pali di nero) |
|                                                    | Lagarde Burelé d'argent et d'azur de dix pièces (burellato d'argento e d'azzurro di dieci pezzi) |
|                                                    | Lagardelle-sur-Lèze De gueules au monde croiseté d'or, soutenu d'un croissant d'argent, accosté de deux tours du même (di rosso, al mondo crociato d'oro, sostenuto da un crescente d'argento, accostato da due torri dello stesso) |
|                                                    | Lanta Parti : au premier d'azur à la lettre L capitale d'argent, au second de gueules aux trois fasces d'or (partito: nel 1º d'azzurro, alla lettera L maiuscola d'argento; nel 2º di rosso, a tre fasce d'oro) |
|                                                    | Lapeyrouse-Fossat Parti : au premier d'azur à la lettre P capitale d'argent, au second aussi d'azur au besant d'or, soutenu d'un croissant d'argent ; le tout sommé d'un chef cousu de gueules chargé de trois étoiles d'or (partito: nel 1º d'azzurro, alla lettera P maiuscola d'argento; nel 2º pure d'azzurro, al bisante d'oro, sostenuto da un crescente d'argento; il tutto cimato dal capo cucito di rosso, caricato di tre stelle d'oro) |
|                                                    | Larra Taillé : au premier d'azur à la crosse d'or senestrée d'une gerbe de blé du même, au second d'azur également, semé de grains de froment et de fleurs de lys d'or ; à la cotice en barre d'or brochant sur la partition (tagliato: nel 1º d'azzurro, al pastorale d'oro sinistrato da un covone di grano dello stesso; nel 2º pure d'azzurro seminato di chicchi di grano e di gigli d'oro;alla cotissa in sbarra d'oro attraversante sulla partizione) |
|                                                    | Launaguet D'or au tourteau d'azur (d'oro, alla torta d'azzurro) |
|                                                    | Lauzerville De gueules à la lettre L capitale d'argent (di rosso, alla lettera L maiuscola d'argento) |
|                                                    | Lavalette De sinople à la bande d'or (di verde, alla banda d'oro) |
|                                                    | Layrac-sur-Tarn Parti : au premier de gueules au saint d'argent, vêtu d'or et d'azur, nimbé aussi d'or, au second d'argent à la fasce de sable, accompagnée de deux losanges du même, une en chef et une en pointe ; le tout sommé d'un chef tiercé en pal au I de gueules au boeuf furieux d'or, au II de gueules à la croix cléchée, vidée et pommetée de douze pièces d'or et au III d'azur semé de fleurs de lys d'or (partito: nel 1º di rosso, al santo d'argento, vestito d'oro e d'azzurro, nimbato pure d'oro; nel 2º d'argento, alla fascia di nero, accompagnata da due losanghe dello stesso, una in capo e una in punta; il tutto cimato da un capo interzato in palo: nel I di rosso, al bove furioso d'oro; nel II di rosso, alla croce a chiave vuota e pomettata di dodici pezzi d'oro; nel III d'azzurro seminato di gigli d'oro)                                                                                              |
|                                                    | Lespinasse De gueules aux deux épis de blé d'or passés en sautoir placés au canton dextre du chef et une croisette cléchée, vidée et pommetée de douze pièces du même placée au canton senestre de la pointe, au chef aussi d'or chargé d'un soleil naissant de gueules placé à dextre, à la barre ondée d'argent brochant sur le tout chargée de cinq cotices ondées d'azur enjambée en abîme par un pont aussi d'argent maçonné de sable (di rosso, a due spighe di grano d'oro poste in decusse nel canton destro del capo e una crocetta a chiave, vuota e pomettata di dodici pezzi dello stesso nel canton sinistro della punta, al capo pur d'oro, caricato da un'ombra di sole nascente di rosso posta a destra; alla sbarra ondata d'argento attraversante sul tutto, caricata di cinque cotisse ondate d'azzurro e scavalcata da un ponte, pure d'argento, murato di nero)                                                             |
|                                                    | Lestelle-de-Saint-Martory D'argent à la montagne de sinople sommée d'un arbre symbolique du même, accostée de deux tours de gueules (d'argento, alla montagna di verde cimata da un albero simbolico dello stesso, accostato da due torri di rosso) |
|                                                    | Lévignac De gueules au cep de vigne au naturel posé sur une terrasse d'or (di rosso, al ceppo di vite al naturale posato su una terrazza d'oro) |
|                                                    | Lherm D'azur à trois tours d'argent ajourées du champ et crénelées de trois pièces jointes par deux entre-murs crénelés d'une pièce du même, le tout posé sur une terrasse ondée de sinople, au chef d'or chargé de trois fleurs de lys de gueules (d'azzurro, a tre torri d'argento, aperte del campo e merlate di tre pezzi, congiunte da due intramurali merlati di un pezzo dello stesso, il tutto posato su una terrazza ondata di verde; al capo d'oro caricato di tre gigli di rosso) |
|                                                    | Loubens-Lauragais D'argent au loup de sable sur une terrasse d'azur, au chef du même chargé d'une croisette d'or (d'argento, al lupo di nero su una terrazza d'azzurro, al capo dello stesso, caricato da una crocetta d'oro) |
|                                                    | Lux D'argent aux deux barres d'azur (d'argento, a due sbarre d'azzurro) |
|                                                    | Martres-de-Rivière Tiercé en chevron d'or, d'azur et d'argent (interzato in scaglione d'oro, d'azzurro e d'argento) |
|                                                    | Martres-Tolosane Écartelé : au premier de gueules à la molette d'argent, au deuxième et au troisième d'azur à l'oie d'argent également, becquée et membrée d'or, au quatrième de gueules à la fasce d'argent (inquartato: nel 1° di rosso, alla rotella di sperone d'argento; nel 2º e 3º d'azzurro, all'oca pure d'argento, imbeccata e membrata d'oro; nel 4º di rosso, alla fascia d'argento) |
|                                                    | Mauremont Gironné d'or et de sinople (gheronato d'oro e di verde) |
|                                                    | Maurens D'argent aux deux barres de sable (d'argento, a due sbarre di nero) |
|                                                    | Mauzac Coupé : au premier d'azur à la lettre M onciale d'or, au second parti, au premier de gueules aux quatre otelles d'argent adossées et posées en sautoir, au second de gueules à trois fasces d'or (troncato-semipartito: nel 1º d'azzurro, alla lettera onciale M d'oro; nel 2º di rosso, alle mandorle pelate d'argento; nel 3º di rosso, a tre fasce d'oro) |
|                                                    | Melles Tiercé en barre de sable, d'argent et d'azur (interzato in sbarra di nero, d'argento e d'azzurro) |
|                                                    | Mervilla D'azur aux trois glands d'or (d'azzurro, a tre ghiande d'oro) |
|                                                    | Merville D'azur à la mer d'argent, sur laquelle est bâtie une ville de gueules, maçonnée de sable (d'azzurro, al mare d'argento, su cui è costruita una città di rosso, murata di nero) |
|                                                    | Miremont De sinople chapé d'argent (di verde, mantellato d'argento) |
|                                                    | Mirepoix-sur-Tarn D'or à la croix haussée d'azur (d'oro, alla croce alzata d'azzurro) |
|                                                    | Monestrol De sinople à la fasce d'argent, accompagnée de deux losanges du même, une en chef et une en pointe (di verde, alla fascia d'argento, accompagnata da due losanghe dello stesso, una in capo e una in punta) |
|                                                    | Mons Gironné d'or et de gueules (gheronato d'oro e di rosso) |
|                                                    | Montaigut-sur-Save De sable à la billette d'argent (di nero, al biglietto d'argento) |
|                                                    | Montastruc-la-Conseillère D'argent au mont de sinople sommé d'un arbre du même, accosté des inscriptions AST et RUC en lettres capitales de sable, à la bordure de gueules chargée de six fleurs de lys du champ (d'argento, al monte di verde cimato da un albero dello stesso, accostato dalle iscrizioni AST e RUC in lettere maiuscole di nero, alla bordura di rosso caricata di sei gigli del campo) |
|                                                    | Montbrun-Lauragais De sable chapé d'argent (di nero, mantellato d'argento) |
|                                                    | Montesquieu-Lauragais De gueules à l'arbre d'argent posé sur une terrasse de sinople, accosté, à dextre, d'un loup contourné d'or et, à senestre, d'un mouton aussi d'argent (di rosso, all'albero d'argento posto sulla terrazza di verde, accostata a destra da un lupo rivoltato d'oro e a sinistra da un montone pure d'argento) |
|                                                    | Montesquieu-Volvestre D'azur à la pique d'or en pal fichée dans une motte de sinople, aux trois serpents d'argent en fasce brochant sur le fût de la pique (d'azzurro, alla picca d'oro infissa in un monte di verde, a tre serpenti ondeggianti in fascia, posti l'uno sull'altro, attraversanti sul fusto della picca) |
|                                                    | Montgeard De gueules au monde d'or, accompagné de trois fleurs de lys du même (di rosso, al mondo d'oro, accompagnato da tre gigli dello stesso) |
|                                                    | Montgiscard D'azur à la tige de chardon d'or fleurie de trois pièces et feuillée de quatre (d'azzurro, al fusto di cardo d'oro, fiorito di tre pezzi e fogliato di quattro) |
|                                                    | Montjoire D'or à la billette de sable (d'oro, al biglietto di nero) |
|                                                    | Montlaur D'azur au rustre d'argent (d'azzurro, alla losanga forata d'argento) |
|                                                    | Montmaurin Écartelé : au premier d'or aux trois pals de gueules, au deuxième et au troisième de sable à la croix de Malte d'argent, au quatrième d'or aux deux vaches de gueules, accornées, colletées et clarinées d'azur, passant l'une sur l'autre ; sur le tout de sable à la colonne antique d'argent et à la filière du même (inquartato: nel 1º d'oro, a tre pali di rosso; nel 2º e 3º di nero, alla croce di Malta d'argento; nel 4º d'oro, a due vacche di rosso, cornate, accollate e sonagliate d'azzurro, passanti l'una sull'altra; sul tutto di nero, alla colonna all'antica d'argento, con la filiera dello stesso) |
|                                                    | Montpitol Palé d'azur et d'or de six pièces (palato d'azzurro e d'oro) |
|                                                    | Montsaunès Tiercé en bande d'or, de sable et d'argent (interzato in banda d'oro, di nero e d'argento) |
|                                                    | Mourvilles-Basses Palé de sinople et d'argent de quatre pièces (palato di verde e d'argento di quattro pezzi) |
|                                                    | Muret Ecartelé : au premier et au quatrième d'argent aux deux fasces crénelées d'azur, au deuxième et au troisième de gueules aux quatre otelles d'argent adossées et posées en sautoir (inquartato: nel 1º e 4º d'argento, a due fasce merlate d'azzurro; nel 2º e 3º di rosso, alle mandorle pelate d'argento) |
|                                                    | Nailloux D'or à la barre de sable (d'oro, alla sbarra di nero) |
|                                                    | Nogaret D'or à trois pals de sable (d'oro, a tre pali di nero) |
|                                                    | Odars D'azur embrassé à senestre d'or (d'azzurro, abbracciato a sinistra d'oro) |
|                                                    | Ondes D'azur à la cotice en barre d'argent, accompagnée en chef de deux sabots d'or, l'un sur l'autre, et en pointe de trois poissons aussi d'argent rangés en fasce pris dans un filet du même (d'azzurro, alla cotissa in sbarra d'argento, accompagnata in capo da due zoccoli d'oro, l'uno sull'altro, e in punta da tre pesci pure d'argento, posti in fascia e presi in una rete dello stesso) |
|                                                    | Péchabou De sable aux trois bandes d'or (di nero, a tre bande d'oro) |
|                                                    | Pechbonnieu Bandé de sable et d'or de quatre pièces (bandato di nero e d'oro di quattro pezzi) |
|                                                    | Pechbusque De sinople aux trois bandes d'or (di verde, a tre bande d'oro) |
|                                                    | Pibrac Palé de sable et d'or de quatre pièces (palato di nero e d'oro di quattro pezzi) |
|                                                    | Pinsaguel D'azur à la clef d'or, accostée à dextre d'une oie de sable et à senestre d'un roc d'échiquier d'argent (d'azzurro, alla chiave d'oro, accostata a destra da un'oca di nero e a sinistra da un rocco di scacchiere d'argento) |
|                                                    | Plaisance-du-Touch Ecartelé : au premier et au quatrième de gueules à la croix cléchée, vidée, pommetée de douze pièces d'or, au second d'azur à l'écusson d'or au chevron de sable, au troisième d'azur à la fontaine d'argent (inquartato: nel 1º e 4º di rosso, alla croce a chiave, vuota, pomettata di dodici pezzi d'oro; nel 2º d'azzurro, allo scudetto d'oro allo scaglione di nero; nel 3º d'azzurro, alla fontana d'argento) |
|                                                    | Pointis-de-Rivière Tiercé en barre d'argent, d'azur et d'or (interzato in sbarra d'argento, d'azzurro e d'oro) |
|                                                    | Pompertuzat De sable à la billette d'or (di nero, al biglietto d'oro) |
|                                                    | Portet-sur-Garonne D'argent à la tour de gueules maçonnée de sable et ouverte d'azur, crénelée de deux pièces, sommée de trois tourelles d'argent crénelées chacune de trois pièces et ouvertes d'azur (d'argento, alla torre di rosso, murata di nero e aperta d'azzurro, merlata di due pezzi, cimata da tre torrette d'argento, ciascuna merlata di tre pezzi e aperte d'azzurro) |
|                                                    | Poucharramet Écartelé : au premier et au quatrième de gueules à la croix de Malte d'argent, au deuxième et au troisième d'argent au besant soudé d'or chargé d'un annelet du champ (inquartato: nel 1º e 4º di rosso, alla croce di Malta d'argento; nel 2º e 3º d'argento, al bisante saldato d'oro, caricato di un anelletto del campo) |
|                                                    | Puydaniel D'argent chaussé de gueules (d'argento, calzato di rosso) |
|                                                    | Rebigue De gueules aux deux fasces d'or (di rosso, a due fasce d'oro) |
|                                                    | Renneville De gueules à la lettre R capitale couronnée d'or, au chef cousu d'azur chargé de trois fleurs de lys aussi d'or (di rosso, alla lettera R maiuscola coronata d'oro; al capo cucito d'azzurro, caricato di tre gigli d'oro) |
|                                                    | Revel D'azur à la lettre R capitale d'argent surmontée d'une couronne d'or (d'azzurro, alla lettera R maiuscola d'argento, sormontata da una corona d'oro) |
|                                                    | Rieumajou De gueules au chevron d'argent, accompagné en chef de deux roses d'or et en pointe d'un lion du même (di rosso, allo scaglione d'argento, accompagnato in capo da due rose d'oro e in punta da un leone dello stesso) |
|                                                    | Rieumes D'or au compas de gueules ouvert en chevron, les pointes en bas (d'oro, al compasso di rosso, aperto in scaglione, con le punte in basso) |
|                                                    | Rieux-Volvestre De gueules à l'agneau pascal d'argent portant une bannière du même, au chef cousu d'azur chargé de trois fleurs de lys d'or (di rosso, all'agnello pasquale d'argento portante una bandiera dello stesso; al capo cucito d'azzurro caricato di tre gigli d'oro) |
|                                                    | Roques D'azur à l'obélisque d'argent accosté de deux grues affrontées du même, au chef de gueules aux deux otelles d'argent posées l'une sur l'autre, l'une en bande, l'autre en barre accostées d'une demi-croix de Toulouse d'or, le tout accosté de deux lions affrontés du même issant des flancs, à la fasce ondée d'argent brochant sur le trait de la partition chargée d'un roc d'échiquier d'or (d'azzurro, all'obelisco d'argento, accostato da due gru affrontate dello stesso,; al capo di rosso a due mandorle pelate d'argento poste l'una sull'altra, una in banda e l'altra in sbarra, accostate a sinistra da una mezza croce di Tolosa d'oro, il tutto accostato da due leoni affrontati dello stesso uscenti dai fianchi, alla fascia ondata d'argento attraversante sulla partizione e caricata da un rocco di scacchiere d'oro)                                                                                             |
|                                                    | Rouffiac-Tolosan De sable au croissant d'argent (di nero, al crescente d'argento) |
|                                                    | Saint-Alban D'argent à la bande de gueules, accompagnée en chef d'une croix cléchée, vidée, pommetée de douze pièces de gueules, en pointe d'une violette au naturel (d'argento, alla banda di rosso, accompagnata in capo da una croce a chiave, vuota, pomettata di dodici pezzi di rosso, e in punta da una violetta al naturale) |
|                                                    | Saint-Alban (stemma antico) D'argent flanqué de sable (d'argento, fiancato in arco di nero) |
|                                                    | Saint-Béat D'azur à la clef renversée d'or, l'anneau fleurdelysé (d'azzurro, alla chiave rovesciata d'oro, con l'anello a forma di giglio) |
|                                                    | Saint-Bertrand-de-Comminges De gueules au lion à la queue fourchée en sautoir d'argent (di rosso, al leone d'argento con la coda forcata) |
|                                                    | Saint-Félix-Lauragais D'azur à la cloche d'argent (d'azzurro, alla campana d'argento) Incongruenza tra disegno e blasonatura: Disegno e blasonatura non corrispondono. |
|                                                    | Saint-Gaudens D'azur à la cloche d'argent, bataillée d'or (d'azzurro, alla campana d'argento battagliata d'oro) |
|                                                    | Saint-Geniès-Bellevue De gueules aux trois tours d'argent (di rosso, a tre torri d'argento) |
|                                                    | Saint-Jean D'azur terrassé de sinople, à une ombre de soleil d'or brochantée d'une croix de Malte vidée de gueules (d'azzurro, terrazzato di verde, all'ombra di sole d'oro attraversata da una croce di Malta vuota di rosso) |
|                                                    | Saint-Jean-Lherm D'argent au pairle de sinople (d'argento, alla pergola di verde) |
|                                                    | Saint-Jory D'or au croissant de sinople (d'oro, al crescente di verde) |
|                                                    | Saint-Julia D'azur aux trois fleurs de lys d'or surmontées d'une salamandre d'argent (d'azzurro, a tre gigli d'oro sormontati da una salamandra d'argento) |
|                                                    | Saint-Laurent - (-) |
|                                                    | Saint-Loup-Cammas De sable aux trois fasces d'argent (di nero, a tre fasce d'argento) |
|                                                    | Saint-Lys D'azur aux deux anges d'argent tenant une cloche du même, accompagnée de cinq fleurs de lys d'or, deux en chef et trois en pointe ordonnées 2 et 1 (d'azzurro, a due angeli d'argento tenenti una campana dello stesso, accompagnati da cinque gigli d'oro, due in capo e tre in punta ordinati 2 e 1) |
|                                                    | Saint-Marcel-Paulel D'or au chef de sable (d'oro, al capo di nero) |
|                                                    | Saint-Martory De sable au marteau au long manche d'argent posé en bande (di nero, al martello col manico lungo d'argento, posto in banda) |
|                                                    | Saint-Orens-de-Gameville Coupé au premier d'or à une croix retranchée chargée de la Sainte Eponge sur son roseau en bande, et de la Sainte Lance en barre, le tout de sable, au second d'argent à deux pals de gueules, mi-parti de gueules à la croix cléchée, vidée et pommetée de douze pièces d'or (troncato semipartito: nel 1° d'oro, alla croce ritrinciata, caricata dalla canna cimata dalla Santa Spugna posta in banda e dalla Santa Lancia posta in sbarra, il tutto di nero; nel 2° d'argento, a due pali di rosso; nel 3° di rosso, alla croce a chiave, vuota e pomettata di dodici pezzi d'oro) |
|                                                    | Saint-Paul-sur-Save D'azur aux trois fleurs de lys d'or (d'azzurro, a tre gigli d'oro) |
|                                                    | Saint-Pé-d'Ardet Tiercé en fasce de sinople, d'or et de gueules (interzato in fascia di verde, d'oro e di rosso) |
|                                                    | Saint-Pierre De gueules au rocher d'argent surmonté de Saint Pierre d'or, la tête environnée d'une gloire aussi d'argent (di rosso, al San Pietro d'oro, con la testa nimbata d'argento, sostenuto da una roccia pure d'argento, movente dalla punta) |
|                                                    | Saint-Pierre-de-Lages Écartelé au 1) de gueules à la croix cléchée, vidée et pommetée de douze pièces d'or , au 2) d'argent au clocher de l'église du lieu de gueules mouvant de la pointe au 3) d'argent au chêne arraché de sinople englanté d'or, au 4) d'azur aux deux clés d'or passées en sautoir (-) |
|                                                    | Saint-Plancard Écartelé : au premier et au quatrième d'azur à la vache d'argent, au deuxième et au troisième d'or à la barre de gueules (inquartato: nel 1º e 4º d'azzurro, alla vacca d'argento; nel 2º e3º d'oro, alla sbarra di rosso) |
|                                                    | Saint-Sauveur D'argent embrassé à senestre de sinople (d'argento, abbracciato a sinistra di verde) |
|                                                    | Saint-Sulpice-sur-Lèze Parti : au premier d'azur aux trois fleurs de lys d'or, au second de gueules à la croix de Malte d'or (partito: nel 1º d'azzurro, a tre gigli d'oro; nel 2º di rosso, alla croce di Malta d'oro) |
|                                                    | Saint-Vincent D'azur à Saint Vincent d'argent, au chef cousu de gueules chargé d'un croissant d'or, accosté de deux étoiles aussi d'argent (d'azzurro, al San Vincenzo d'argento, al capo cucito di rosso caricato da un crescente d'oro, accostato da due stelle d'argento) |
|                                                    | Sainte-Foy-de-Peyrolières D'argent au coq hardi au naturel, soutenu de la date 1693 de sable, au chef d'azur semé de fleurs de lys d'or (d'argento, al gallo ardito al naturale, sostenuto dalla data 1693 di nero; al capo d'azzurro seminato di gigli d'oro) |
|                                                    | Salies-du-Salat D'or au sautoir de sinople, cantonné de quatre rocs d'échiquier du même (d'oro, al decusse di verde, accantonato da quattro rocchi di scacchiere dello stesso) |
|                                                    | La Salvetat-Saint-Gilles De sinople à l'arbre d'or, au chef cousu d'azur chargé de trois étoiles d'or (di verde, all'albero d'oro; al capo cucito d'azzurro, caricato di tre stelle d'oro) |
|                                                    | Sauveterre-de-Comminges D'argent au lion contourné de gueules (d'argento, al leone rivoltato di rosso) |
|                                                    | Seilh Écartelé : au premier et au quatrième de gueules à la tour d'or, ouverte et ajourée de sable, au deuxième et au troisième d'or à l'arbre arraché au naturel ; à la divise ondée d'azur brochant sur le trait du coupé de la partition (inquartato: nel 1º e 4º di rosso, alla torre d'oro, aperta e finestrata di nero; nel 2º e 3º d'oro, all'albero sradicato al naturale; alla divisa ondata d'azzurro, attraversante sul troncato della partizione) |
|                                                    | Seysses Écartelé : au premier et au quatrième d'azur au lion d'argent, au deuxième et au troisième de gueules à la gerbe d'or (inquartato: nel 1º e 4º d'azzurro, al leone d'argento; nel 2º e 3º di rosso, al covone d'oro) |
|                                                    | Tarabel Échiqueté d'argent et de sable (scaccato d'argento e di nero) |
|                                                    | Tolosa De gueules à la croix cléchée, vidée, pommetée d'or de douze pièces, sur une vergette du même, accompagnée en pointe d'un agneau passant d'argent, la tête nimbée, contournée, brochant sur la vergette, la croix accostée à dextre d'un château d'argent, et à sénestre d'une basilique du même, au chef d'azur semé de fleurs de lys d'or (di rosso, alla croce a chiave, vuota, pomettata di dodici pezzi d'oro, sostenuta da una verghetta dello stesso, accompagnata in punta da un agnello passante d'argento, con la testa nimbata, rivoltata, attraversante sulla verghetta; la croce addestrata da un castello d'argento e sinistrata da una basilica dello stesso; al capo d'azzurro, seminato di gigli d'oro) |
|                                                    | Tournefeuille Tranché : au premier d'azur aux deux clés d'or en sautoir, au second de sinople à la chapelle muette d'argent, à la bande d'argent chargée de deux coquilles de pourpre brochant sur le trait de la partition ; sur le tout, à l'écusson de gueules chargé d'une croix cléchée, vidée, pommetée de douze pièces d'or (trinciato: nel 1º d'azzurro, a due chiavi d'oro in decusse; nel 2º di verde, alla cappella muta d'argento; alla banda d'argento caricata di due conchiglie di porpora attraversante sulla partizione; sul tutto, di rosso caricato dalla croce a chiave vuota e pomettata di dodici pezzi d'oro) |
|                                                    | Tournefeuille (stemma antico) Écartelé : au premier et au quatrième de gueules au lion d'or chargé d'une fasce d'azur, surmonté de trois étoiles aussi d'or rangées en chef, au deuxième et au troisième coupé au I d'azur au lion d'argent lampassé de gueules et au II bandé d'or et de gueules de six pièces (inquartato: nel 1º e 4º di rosso, al leone d'oro, caricato di una fascia scorciata d'azzurro, sormontato da tre stelle pure d'oro ordinate in capo; nel 2º e3º troncato: in I d'azzurro, al leone d'argento lampassato di rosso; nel II bandato d'oro e di rosso) |
|                                                    | Toutens D'argent au pigeon d'azur (d'argento, al piccione d'azzurro) |
|                                                    | L'Union De gueules à la bande de sable chargée d'une foi d'argent et d'or, accompagnée en chef d'une croix cléchée et pommetée de douze pièces d'or, en pointe d'une croix de Malte d'argent (di rosso, alla banda di nero, caricata da una fede d'argento e d'oro, accompagnata in capo da una croce a chiave pomettata di dodici pezzi d'oro e in punta da una croce di Malta d'argento) |
|                                                    | Vacquiers Échiqueté d'argent et de gueules (scaccato d'argento e di rosso) |
|                                                    | Valentine Tiercé en chevron de gueules, d'argent et de sinople (interzato in scaglione di rosso, d'argento e di verde) |
|                                                    | Vallègue D'or au croissant de sable (d'oro, al crescente di nero) |
| Blason de la commune des Varennes en Haute-Garonne | Les Varennes Echiqueté d'Azur et d'Or (scaccato d'azzurro e d'oro) |
|                                                    | Vaux D'azur à la cloche d'or (d'azzurro, alla campana d'oro) |
|                                                    | Venerque D'argent au pairle d'azur (d'argento, alla pergola d'azzurro) |
|                                                    | Verfeil D'argent, au figuier de sinople posé sur une terrasse du même (d'argento, al fico terrazzato di verde) |
|                                                    | Le Vernet D'or aux deux bandes d'azur (d'oro, a due bande d'azzurro) |
|                                                    | Vieille-Toulouse Fascé d'argent et de sinople de six pièces (fasciato d'argento e di verde) |
|                                                    | Vieillevigne D'argent à une losange de sinople (d'argento, alla losanga di verde) |
|                                                    | Villariès D'argent embrassé à senestre de sable (d'argento, abbracciato a sinistra di nero) |
|                                                    | Villefranche-de-Lauragais De gueules à la croix cléchée, vidée et pommetée de douze pièces d'or, accompagnée de deux tours d'argent, maçonnées de sable, au chef cousu d'azur chargé de trois fleurs de lys aussi d'or (di rosso, alla croce a chiave vuota e pomettata di dodici pezzi d'oro, accompagnata da due torri d'argento, murate di nero; al capo cucito d'azzurro caricato di tre gigli d'oro) |
|                                                    | Villemur-sur-Tarn De gueules au mur crénelé d'argent, maçonné de sable, surmonté d'un croissant d'argent également et accompagné de trois étoiles d'or; au chef cousu d'azur chargé de trois fleurs de lys aussi d'or (di rosso, al muro merlato d'argento, murato di nero, sormontato da un crescente, pure d'argento e accompagnato da tre stelle d'oro; al capo cucito d'azzurro, caricato di tre gigli pure d'oro) |
|                                                    | Villenouvelle Parti : au premier d'azur à l'arbre arraché d'or, au second de gueules aux trois étoiles d'or posées en pal (partito: nel 1º d'azzurro, all'albero sradicato d'oro; nel 2º di rosso, a tre stelle d'oro ordinate in palo) |